# Sokołowo (powiat wrzesiński)
Sokołowo – wieś w Polsce położona w województwie wielkopolskim, w powiecie wrzesińskim, w gminie Września, przy drodze krajowej nr 15. Wieś graniczy bezpośrednio z Wrześnią.
2 maja 1848 (w czasie Wiosny Ludów) pod Sokołowem stoczono bitwę z Prusakami, co zostało upamiętnione kopcem z pomnikiem na jego szczycie.
W latach 1975–1998 miejscowość należała administracyjnie do województwa poznańskiego.